# Agrippa Matshameko
Agrippa Matshameko (* 25. Mai 1970) ist ein ehemaliger botswanischer Sprinter.

## Sport
Matshameko nahm an den Olympischen Sommerspielen 1996 in Atlanta und 2000 in Sydney teil. Bei den Spielen in Atlanta lief er in der 4 × 400-m-Staffel zusammen mit Keteng Baloseng, Johnson Kubisa und Rampa Mosveu. Vier Jahre später in Sydney schied er in der 4 × 400-m-Staffel mit Lulu Basinyi, Glody Dube, Johnson Kubisa und California Molefe ebenfalls vorzeitig aus.